# 穴吹一朗
穴吹 一朗（あなぶき いちろう、男性、1967年6月2日 - ）は、日本の脚本家。兵庫県伊丹市出身。東海大学卒業。Drama Project Decca所属。

## 来歴
1999年「演劇集団アーバンフォレスト」を旗揚げして以来下北沢や新宿の劇場を拠点に活動。
2009年に手がけた舞台「Tower of Sugar」が翌年「神様ヘルプ！」として映画化される。
2012年には、パルコ劇場で公演された、僕等の図書室～みんなで読書会～（ぼくとしょ２）が、ニコニコ生放送で配信。
2014年には、TBSで関ジャニ∞の大倉忠義主演『Dr.DMAT〜瓦礫の下のヒポクラテス〜』で、連続ドラマでは初のメイン脚本家を務めた。

## 主な作品

### 舞台
- 1999年〜2010年： 演劇集団アーバンフォレスト 全17作品 作・演出
- 2006年 8月： 劇団まめや別館「みやこ旅館」（全労済ホールスペース・ゼロ）作・演出
- 2009年 7月： DHE@Stage×穴吹一朗「Tower of Sugar」（全労済ホールスペース・ゼロ）作・演出
- 2010年 1月： DHE@Stage「King of the Blue」（ル・テアトル銀座）出演
- 2010年 3月： DHE@Stage×穴吹一朗「Tシャツ三国志」（全労済ホールスペース・ゼロ）作・演出
- 2010年 6月： DHE@Stage×穴吹一朗「真夜中の取調室」（シアターグリーン）作・演出
- 2010年 9月： Jack in the Rocks公演「今度はオセロ」（シアターサンモール）作・演出
- 2011年 1月： 「新春・戦国鍋祭り／殿！お時間です！」（サンシャイン劇場・梅田ドラマシティ）作・出演
- 2011年 4月： 東京AZAЯASHI団「準備ヨシ！」（ウエストエンドスタジオ）作・演出
- 2011年 7月： Decca「八人目の侍」（ウエストエンドスタジオ）作・演出
- 2011年10月： Decca「ミスターXからの招待状」（エコー劇場）作・演出
- 2011年12月： 「大江戸鍋祭／最後の最後に忠臣蔵」 （明治座 / 梅田芸術劇場）脚本・出演
- 2012年 6月：「ザ・ベストハウス123 on Stage!!」（渋谷・伝承ホール）脚本・出演
- 2012年 4月：「僕等の図書室 〜みんなで読書会〜」（梅田ドラマシティ）脚本
- 2012年 8月： Decca「ラ・カヌビエール 〜奇跡のディナー〜」（シアターサンモール）作・演出
- 2012年 9月：「僕等の図書室〜みんなで読書会〜（ぼくとしょ2）」（パルコ劇場）脚本
- 2012年10月： 東京AZAЯASHI団「floors」（ウエストエンドスタジオ）作・演出
- 2012年12月： 劇団ヘロヘロQカムパニー 第27回公演「獄門島」（前進座劇場）出演
- 2013年 1月：「ドリームジャンボ宝ぶね」（青山劇場）脚本
- 2013年 3月：「死神姫の再婚」（全労済ホールスペース・ゼロ）作・演出[3]
- 2014年   プロジェクトDecca「嘘つきと泥棒のはじまり」中野 ウエストエンドスタジオ 作・演出
- 2014年   聖☆明治座・るの祭典『豊臣伝授手習鑑』 脚本
- 2015年   東京AZAЯASHI団「春の東京アザラシ団祭り」4/16～29 中野 ウエストエンドスタジオ 作・演出
- 2015年   「TAKE FIVE」 脚本協力 出演：藤ヶ谷太輔（Kis-My-Ft2） 蘭寿とむ 5月13日～21日赤坂ACTシアター 28日～31日梅田芸術劇場
- 2016年   東京AZAЯASHI団 #8『負け犬ポワロの事件簿』サンモールスタジオ 作・演出
- 2016年   東京AZAЯASHI団 #9『ティファニーで朝食と昼食を』サンモールスタジオ 作・演出
- 2017年   東京AZAЯASHI団 #10『モンステラ』2/21-26 サンモールスタジオ 作・演出
- 2017年   東京AZAЯASHI団 #11『オカダスファミリーの一族』サンモールスタジオ 作・演出
- 2018年   東京AZAЯASHI団 #12『ジャストサムライ』1/23～28 サンモールスタジオ 作・演出
- 2018年   東京AZAЯASHI団 #13『NoBody,NoParty』5月 シアターサンモール 作・演出

### TVドラマ
- 2012年： TBS連ドラ 「白戸修の事件簿」 第3・4・7・8脚本（主演：千葉雄大）[4]
- 2012年：土曜ドラマスペシャル 「負けて、勝つ 〜戦後を創った男・吉田茂〜」 第3話から最終5話脚本協力 （主演：渡辺謙）
- 2013年： TBS 内田康夫サスペンス「信濃のコロンボ～死者の木霊～」脚本（主演：寺脇康文）[5]
- 2014年： TBS連ドラ 「Dr.DMAT〜瓦礫の下のヒポクラテス〜」 脚本（主演：大倉忠義）[2]
- 2014年： NHK 「軍師官兵衛」 第2話以降 脚本協力 （主演：岡田准一）
- 2014年： TBS 内田康夫サスペンス「信濃のコロンボ2 戸隠伝説殺人事件」脚本（主演：寺脇康文）[6]
- 2015年   TBS「３つの街の物語」 脚本(Episode 2) （出演：石丸幹二 吉田羊 溝端淳平 小嶋陽菜）
- 2016年   TBS月曜名作劇場「信濃のコロンボ3 北国街道殺人事件」脚本 （出演：寺脇康文 高橋克典）
- 2016年   BSジャパン連ドラ「人形佐七捕物帳」脚本 （出演：要潤 矢田亜希子）
- 2017年   TBS月曜名作劇場「信濃のコロンボ4」脚本 （出演：寺脇康文 高橋克典）
- 2017年   TBS月曜名作劇場「信濃のコロンボ５「信濃の国」殺人事件」（出演：寺脇康文 麻生祐未）
- 2017年   TBS月曜名作劇場「警視庁岡部班〜倉敷殺人事件〜」（出演：高橋克典 田口浩正 佐野史郎）
- 2018年   TBS月曜名作劇場「警視庁岡部班2」11/12 20時～
- 2020年　日本テレビ日曜ドラマ｢親バカ青春白書｣　(出演:ムロツヨシ　永野芽郁)
- 2022年　連続ドラマW「邪神の天秤　公安分析班」（出演：青木崇高）

### 映画
- 2010年8月： 「神様ヘルプ！」脚本

### ラジオ
- 2004年7月〜 9月： FMサルース「ラジドラ！」 ラジオドラマ脚本・演出
- 2007年7月〜12月： FMサルース「演人スタイル」 メインパーソナリティー ラジオドラマ脚本・演出

### ライブ
- 2006年〜：「あなただけ今晩は」
- 漫才コンビ「フルスイング」（相方は役者・イラストレーターの石井匡人）として2か月に1回高田馬場のライブハウスに出演している。共演者は漫才師のロケット団・ミュージシャンのいわみずけんじ・伊藤さくら